# Viktorija Dmitrieva
Viktorija Michajlovna Dmitrieva, coniugata Dem'janskaja (in russo Виктория Михайловна Дмитриева-Демьянская?; Dušanbe, 18 luglio 1945), è un'ex cestista sovietica.

## Carriera
Con l'Unione Sovietica ha disputato i Campionati europei del 1970 e i Campionati mondiali del 1971.